# أنيليس هيسمي
أنيليس هيسمي (بالفرنسية: Annelise Hesme) هي ممثلة فرنسية، ولدت في 11 مايو 1976 في فرنسا. بعد دراسة الدراما في ورشة عمل مسرح فريديريك جاكو ظهرت على الشاشة الصغيرة مذيعة البرامج على القنوات الفضائية تألقت العديد من الأفلام.

## أعمال

### أفلام
- (2004) الإسكندر

## وصلات خارجية
- أنيليس هيسمي على موقع IMDb (الإنجليزية)
- أنيليس هيسمي على موقع ألو سيني (الفرنسية)
- أنيليس هيسمي على موقع أول موفي (الإنجليزية)
- أنيليس هيسمي على موقع قاعدة بيانات الأفلام السويدية (السويدية)
- أنيليس هيسمي على موقع قاعدة بيانات الفيلم (الإنجليزية)
- أنيليس هيسمي على موقع كينوبويسك (الروسية)